# Manzana Tercera
Manzana Tercera, även kallad Bodo, är en ort i Mexiko, tillhörande kommunen Jiquipilco i den nordvästra delen av delstaten Mexiko. Orten hade 662 invånare vid folkräkningen 2010.